# Ommatius
Ommatius is een geslacht van roofvliegen (Asilidae). De wetenschappelijke naam van het geslacht is voor het eerst geldig gepubliceerd in 1821 door Christian Rudolph Wilhelm Wiedemann. Wiedemann, samen met sommige auteurs na hem, gaf zelf Illiger als auteursnaam op.
Het is een omvangrijk geslacht met een groot verspreidingsgebied, met uitzondering van Europa. In de  Nieuwe Wereld alleen al zijn er 120 soorten beschreven (anno 2008).. Ook in het Afrotropisch gebied, het Oriëntaals gebied en het Australaziatisch gebied zijn er vele soorten gekend.
De vliegen zijn klein (6 mm) tot groot (30 mm) en herkenbaar aan het derde segment van de voelsprieten dat borstelig is met fijne "pluimen" aan een of beide zijden. Het mesonotum (onderdeel van het borststuk) is hoog tot erg hoog en helt af aan voor- en achterzijde, waardoor het insect een bochel lijkt te hebben. Het abdomen is cilindrisch met vrijwel parallelle zijkanten. De adering van de vleugels gelijkt op die van het geslacht Asilus.

## Soorten
- O. abana Curran, 1953
- O. abdelkuriensis Scarbrough, 2002
- O. acornutus Scarbrough & Marascia & Hill, 2003
- O. acutus Scarbrough, 1990
- O. achaetus Scarbrough, 1993
- O. aegyptius Efflatoun, 1934
- O. albovittatus Wiedemann, 1824
- O. alexanderi Farr, 1965
- O. allopoecius Oldroyd, 1972
- O. ampliatus Scarbrough, 2002
- O. amula Curran, 1928
- O. amurensis (Richter, 1960)
- O. angulosus Scarbrough, 2002
- O. angustatus Scarbrough, 2002
- O. angustus Scarbrough, 2003
- O. annulatus Bigot, 1877
- O. annulitarsis Curran, 1927
- O. apicalis (Bellardi, 1861)
- O. argentatus Meijere, 1911
- O. argyrochirus Wulp, 1872
- O. aridus Scarbrough, 2002
- O. aruensis Wulp, 1872
- O. arunachalensis Joseph & Parui, 1983
- O. ater Bromley, 1935
- O. atrosus Scarbrough, 1997
- O. auratus Wiedemann, 1821
- O. ayalai Scarbrough, 2002
- O. baboquivari Wilcox, 1936
- O. bacchoides Walker, 1864
- O. bastardoanus Scarbrough in Scarbrough & Perez-Gelabert, 2003
- O. beameri Wilcox, 1936
- O. bicolor (Bigot, 1875)
- O. bifidus Martin, 1964
- O. bipartitus Scarbrough, 1985
- O. bromleyi Pritchard, 1935
- O. bullatus Scarbrough, 2002
- O. callidus Scarbrough, 2003
- O. canicoxa Speiser, 1913
- O. canus Walker, 1856
- O. carbonarius Scarbrough & Marascia & Hill, 2003
- O. catus Scarbrough & Costantino, 2005
- O. cinnamomeus Scarbrough, 1984
- O. cinthiae Vieira & Castro & Bravo, 2004
- O. cnemideus Bigot, 1877
- O. coeraebus Walker, 1849
- O. compactus (Becker, 1925)
- O. complanatus Scarbrough, 1993
- O. concavus Martin, 1964
- O. confusus Martin, 1964
- O. constrictus Scarbrough, 2002
- O. conus Scarbrough, 2002
- O. cornutus Scarbrough & Marascia & Hill, 2003
- O. costatus Rondani, 1850
- O. crypticus Oldroyd, 1972
- O. cubanus Scarbrough, 1985
- O. curtus Scarbrough & Marascia & Hill, 2003
- O. curvimargo (Bezzi, 1928)
- O. curvipes Meijere, 1915
- O. chrysopilus Oldroyd, 1972
- O. densus Martin, 1964
- O. dentatus Scarbrough, 1993
- O. depressus Scarbrough, 2002
- O. despectus Wulp, 1872
- O. destitutus Scarbrough, 2002
- O. didymus Scarbrough, 1993
- O. digitus Scarbrough & Marascia & Hill, 2003
- O. dignus Scarbrough, 2000
- O. dilatipennis Wulp, 1872
- O. dimidiatus Macquart, 1850
- O. discalis Walker, 1861
- O. discus Martin, 1964
- O. dispar Macquart, 1848
- O. distinctus Ricardo, 1918
- O. docimus Oldroyd, 1972
- O. dolabriformis Scarbrough, 2002
- O. dolon Oldroyd, 1972
- O. drusus Oldroyd, 1970
- O. dubius Joseph & Parui, 1987
- O. elusivus Scarbrough in Scarbrough & Perez-Gelabert, 2003
- O. emarginatus Scarbrough, 1985
- O. epipomus Oldroyd, 1972
- O. episkeris Oldroyd, 1972
- O. erythropus Schiner, 1867
- O. erythropygus Curran, 1927
- O. eugenii Richter, 1976
- O. euplocus Oldroyd, 1972
- O. excurrens Wulp, 1872
- O. exilis Curran, 1928
- O. falcatus Scarbrough, 1984
- O. fallax Bigot, 1859
- O. fanovana Bromley, 1942
- O. fernandezi Scarbrough, 2002
- O. fimbriatus Hardy, 1949
- O. fimbrillus Scarbrough, 2000
- O. flavescens Scarbrough in Scarbrough & Perez-Gelabert, 2003
- O. flavicaudus Malloch, 1929
- O. flavipennis Scarbrough, 2003
- O. flavipes Loew, 1858
- O. flavipyga (Becker, 1925)
- O. flexus Scarbrough, 2002
- O. floridensis Bullington & Lavigne, 1984
- O. forticulus Scarbrough & Costantino, 2005
- O. frauenfeldi Schiner, 1868
- O. fulvimanus Wulp, 1872
- O. furcinus Martin, 1964
- O. fuscipennis Bellardi, 1862
- O. fuscovittatus Ricardo, 1900
- O. fuscus Joseph & Parui, 1984
- O. fusiformis (Becker, 1929)
- O. geminus Scarbrough in Scarbrough & Perez-Gelabert, 2003
- O. gemma Brimley, 1928
- O. genitalis Joseph & Parui, 1987
- O. gladiatus Scarbrough, 2002
- O. gracilis Walker, 1857
- O. griseipennis (Becker, 1925)
- O. gwenae Scarbrough, 1984
- O. haitiensis Scarbrough, 1984
- O. hanebrinki Scarbrough & Rutkauskas, 1983
- O. harlequin Oldroyd, 1974
- O. hecale Walker, 1859
- O. hierroi Scarbrough in Scarbrough & Perez-Gelabert, 2003
- O. hispaniolae Scarbrough, 1984
- O. hispidus Scarbrough, 1985
- O. holosericeus Schiner, 1867
- O. hradskyi Joseph & Parui, 1984
- O. hulli Joseph & Parui, 1983
- O. humatus Scarbrough, 1993
- O. hyalinipennis Wulp, 1898
- O. impeditus Wulp, 1872
- O. imperator Oldroyd, 1939
- O. incurvatus Scarbrough, 1993
- O. indicus Joseph & Parui, 1983
- O. infirmus Wulp, 1872
- O. inflatus Scarbrough in Scarbrough & Perez-Gelabert, 2003
- O. infuscatus Scarbrough, 1990
- O. insectatus Scarbrough & Costantino, 2005
- O. insularis Wulp, 1872
- O. integerrimus Scarbrough, 1990
- O. invehens Walker, 1864
- O. jabalpurensis Joseph & Parui, 1983
- O. jairajpurii Joseph & Parui, 1997
- O. jamaicensis Farr, 1965
- O. kambangensis Meijere, 1914
- O. kempi Joseph & Parui, 1983
- O. kodaikanalensis Joseph & Parui, 1995
- O. lambertoni Bromley, 1942
- O. laticrus Scarbrough in Scarbrough & Perez-Gelabert, 2003
- O. lema Walker, 1849
- O. leucopogon Wiedemann, 1824
- O. lineatus Martin, 1964
- O. lineolatus Scarbrough, 1988
- O. lividipes Bigot, 1891
- O. longiforceps Bromley, 1942
- O. longinquuus Martin, 1964
- O. longipennis Lindner, 1955
- O. lucidatus Scarbrough, 1997
- O. lucifer Walker, 1858
- O. lunatus Scarbrough, 2002
- O. lurismus Oldroyd, 1968

- O. mackayi Ricardo, 1913
- O. maculatus Banks, 1911
- O. maculosus Scarbrough in Scarbrough & Perez-Gelabert, 2003
- O. madagascariensis Macquart, 1838
- O. major (Becker, 1925)
- O. malabaricus Joseph & Parui, 1984
- O. manipulus Oldroyd, 1972
- O. marginellus (Fabricius, 1781)
- O. marginosus Scarbrough & Marascia & Hill, 2003
- O. mariae Scarbrough, 2000
- O. medius (Becker, 1925)
- O. megacephalus (Bellardi, 1861)
- O. meghalayensis Joseph & Parui, 1997
- O. membranosus Scarbrough, 1985
- O. minimus Doleschall, 1857
- O. minor Doleschall, 1857
- O. minusculus Scarbrough & Hill, 2000
- O. mitrai Joseph & Parui, 1993
- O. monensis Scarbrough, 1984
- O. nanus Walker, 1851
- O. narrius Scarbrough, 2002
- O. nealus Oldroyd, 1960
- O. neofimbriatus Martin, 1964
- O. neotenellus Bromley, 1936
- O. neotropicus Curran, 1928
- O. nigellus Scarbrough, 1984
- O. niger (Schiner, 1868)
- O. nigrantis Scarbrough, 2003
- O. nigripes Meijere, 1913
- O. norma Curran, 1928
- O. obscurus White, 1918
- O. oklahomensis Bullington & Lavigne, 1984
- O. orenoquensis Bigot, 1876
- O. oreophilus Farr, 1965
- O. ornatipes (Becker, 1926)
- O. ornatus Scarbrough & Marascia & Hill, 2003
- O. orus Oldroyd, 1968
- O. otorus Oldroyd, 1960
- O. ouachitensis Bullington & Lavigne, 1984
- O. ovatus Scarbrough, 2002
- O. pallidicoxa Curran, 1927
- O. parvulus Schaeffer, 1916
- O. parvus Bigot, 1875
- O. pashokensis Joseph & Parui, 1983
- O. pauper (Becker, 1925)
- O. perangustimus Scarbrough, 1990
- O. peristus Oldroyd, 1972
- O. pernecessarius Scarbrough, 2003
- O. perscientus Scarbrough, 2003
- O. pictipennis Bigot, 1875
- O. piliferous Scarbrough, 1985
- O. pilosulus (Bigot, 1875)
- O. pilosus White, 1916
- O. pillaii Joseph & Parui, 1986
- O. pinguis Wulp, 1872
- O. pisinnus Martin, 1964
- O. planatus Scarbrough & Marascia, 2000
- O. politus Scarbrough & Marascia, 2000
- O. ponti Joseph & Parui, 1984
- O. praelongus Scarbrough in Scarbrough & Perez-Gelabert, 2003
- O. praestigiatus Scarbrough, 1990
- O. pretiosus Banks, 1911
- O. prolongatus Scarbrough, 1985
- O. pseudojabalpurensis Joseph & Parui, 1999
- O. pseudokempi Joseph & Parui, 1987
- O. pulchellus Bromley, 1936
- O. pulchra (Engel, 1885)
- O. pulverius Scarbrough, 1997
- O. pumilus Macquart, 1847
- O. puniceus Martin, 1964
- O. pygmaeus Wiedemann, 1824
- O. quadratus Scarbrough, 2002
- O. queenslandi Ricardo, 1913
- O. rajani Joseph & Parui, 1998
- O. ramakrishnai Joseph & Parui, 1999
- O. recurvus Martin, 1964
- O. retrahens Walker, 1858
- O. rubicundus Wulp, 1872
- O. ruficauda Curran, 1928
- O. rufipes Macquart, 1838
- O. russelli Scarbrough, 1984
- O. saccas Walker, 1849
- O. satius Oldroyd, 1960
- O. scopifer Schiner, 1868
- O. schineri Martin, 1965
- O. schlegelii Wulp, 1884
- O. serenus Wulp, 1872
- O. serrajiboiensis Vieira & Castro & Bravo, 2004
- O. seticrista Martin, 1964
- O. setiferous Scarbrough, 1988
- O. setiger Martin, 1964
- O. shishodiai Joseph & Parui, 1992
- O. signinipes Rondani, 1875
- O. similis (Becker, 1925)
- O. simulans Scarbrough, 2002
- O. singhi Joseph & Parui, 1992
- O. singlensis Oldroyd, 1972
- O. sinuatus Scarbrough & Marascia & Hill, 2003
- O. sparsus Scarbrough & Hill, 2000
- O. spatulatus Curran, 1928
- O. speciosus Scarbrough & Hill, 2000
- O. spinosus Scarbrough, 1993
- O. stackelbergi (Richter, 1960)
- O. stramineus Scarbrough, 1984
- O. striatus (Efflatoun, 1934)
- O. strictus Walker, 1860
- O. strigatipes Meijere, 1911
- O. strigicostus (Bezzi, 1928)
- O. subgracilis Bromley, 1935
- O. subtus Scarbrough & Poinar, 1992
- O. suffusus Wulp, 1872
- O. suntius Oldroyd, 1972
- O. taeniomerus Rondani, 1875
- O. tamenensis Joseph & Parui, 1983
- O. tandapiensis Scarbrough, 2002
- O. tandoni Joseph & Parui, 1983
- O. tarchetius Walker, 1849
- O. tenellus Wulp, 1889
- O. terminalis Bromley, 1936
- O. texanus Bullington & Lavigne, 1984
- O. tibialis Say, 1823
- O. tinctipennis Curran, 1927
- O. torulosus (Becker, 1925)
- O. tractus Scarbrough, 2007
- O. triangularis Scarbrough, 2002
- O. tridens Martin, 1964
- O. triniger Martin, 1964
- O. tropidus Scarbrough, 2002
- O. tuberculatus Joseph & Parui, 1983
- O. tucumanensis Scarbrough, 2002
- O. tumidus Martin, 1964
- O. tumulatus Oldroyd, 1960
- O. uncatus Scarbrough, 1993
- O. unguiculatus Scarbrough, 2002
- O. unicolor (Becker, 1925)
- O. upertelus Oldroyd, 1960
- O. vankampeni Meijere, 1915
- O. varitibiatus (Ricardo, 1929)
- O. venator Speiser, 1910
- O. villosus Scarbrough, 1985
- O. virgulatus Martin, 1964
- O. vitreus Bigot, 1875
- O. vitticrus Bigot, 1876
- O. vivus Scarbrough, 1997
- O. wilcoxi Bullington & Lavigne, 1984
- O. willistoni Curran, 1928